# Werner Lippoldt
Werner Lippoldt (* 16. Februar 1944 in Ostrau, Protektorat Böhmen und Mähren) ist ein ehemaliger deutscher Sportschütze. Er gewann 1972 mit dem Kleinkalibergewehr die olympische Bronzemedaille.
Lippoldt gewann bei der Weltmeisterschaft 1966 im Stehendwettkampf mit dem Kleinkalibergewehr Silber hinter dem US-Amerikaner Gary Anderson. In der Mannschaftswertung gewann er zusammen mit Günter Lange, Dieter Munzert und Hartmut Sommer den Weltmeistertitel. In der Mannschaftswertung des Dreistellungskampfs gewannen die vier DDR-Schützen die Bronzemedaille.
Bei seinem einzigen Olympiastart 1972 in München trat Lippoldt in drei Wettbewerben an. In der Liegend-Position belegte er mit dem Kleinkalibergewehr den zwölften Platz, mit dem Freien Gewehr erreichte er den neunten Rang. Im Kleinkaliber-Dreistellungskampf erreichte Lippoldt die Bronzemedaille hinter zwei US-Amerikanern.
Der vielfache DDR-Meister startete für den Klub für Sportschießen der GST Leipzig. Nach seiner Karriere wechselte der Diplom-Physiker nach Berlin zum Zentralvorstand der GST. Nach der Wende wurde Lippoldts Forschungsstelle abgewickelt, er war danach als Fahrradkurier tätig.